# Ali Aguilera
Pour les articles homonymes, voir Aguilera.
Ali Aguilera, de son nom complet Ali Lenin Aguilera Marciales, est un homme politique, avocat, écrivain et homme d'affaires vénézuélien, né à Caracas le 24 mai 1967.  